# Fatoumata Tounkara
Pour les articles homonymes, voir Tounkara.
Fatoumata Tounkara est une femme politique guinéenne. 

## Biographie

### Carrière
En décembre 2010, elle est nommée par décret  dans le gouvernement Said Fofana I comme Ministre du travail et de la fonction publique.